# Maybyner Rodney Hilário
Maybyner Rodney Hilário, detto Nenê (São Carlos, 13 settembre 1982), è un ex cestista brasiliano che giocava come centro.

## Carriera
Come la maggior parte dei bambini brasiliani, iniziò a giocare a calcio ed era abbastanza bravo da ricevere le attenzioni di club professionistici. Giocò a basket per la prima volta all'età di 14 anni.
Attirò l'attenzione internazionale partecipando ai Goodwill Games nel 2001, come membro della nazionale brasiliana. Ha giocato anche nel club brasiliano del Vasco da Gama. In seguito eccelse al predraft NBA svoltosi a Chicago nel 2002; al termine del quale venne scelto nel Draft NBA del 2002 dai New York Knicks che lo scambiarono immediatamente con i Denver Nuggets.
Iniziò la stagione 2002-03 dalla panchina, ma la terminò da titolare, con una media di 10,5 punti, 6,1 rimbalzi e 1,6 palle rubate per partita; e finì nella top ten per la percentuale di tiro (51,6). Al termine della stagione venne selezionato come membro del team NBA All-Rookie. Nel 2008 gli è stato rimosso un tumore ai testicoli. Il 15 marzo 2012 è stato ceduto agli Washington Wizards.

## Statistiche
| * | Primo nella lega |

### NBA

#### Regular season
| Anno      | Squadra         | PG  | PT  | MP   | TC%   | 3P%  | TL%  | RP  | AP  | PRP | SP  | PP   |
| --------- | --------------- | --- | --- | ---- | ----- | ---- | ---- | --- | --- | --- | --- | ---- |
| 2002-2003 | Denver Nuggets  | 80  | 53  | 28,2 | 51,9  | 0,0  | 57,8 | 6,1 | 1,9 | 1,6 | 0,8 | 10,5 |
| 2003-2004 | Denver Nuggets  | 77  | 77  | 32,5 | 53,0  | 0,0  | 68,2 | 6,5 | 2,2 | 1,5 | 0,5 | 11,8 |
| 2004-2005 | Denver Nuggets  | 55  | 18  | 23,9 | 50,3  | 0,0  | 66,0 | 5,9 | 1,5 | 0,9 | 0,9 | 9,6  |
| 2005-2006 | Denver Nuggets  | 1   | 0   | 3,0  | 0,0   | -    | -    | 0,0 | 0,0 | 0,0 | 0,0 | 0,0  |
| 2006-2007 | Denver Nuggets  | 64  | 42  | 26,8 | 57,0  | 0,0  | 68,9 | 7,0 | 1,2 | 1,0 | 0,9 | 12,2 |
| 2007-2008 | Denver Nuggets  | 16  | 1   | 16,6 | 40,8  | 0,0  | 55,1 | 5,4 | 0,9 | 0,6 | 0,9 | 5,3  |
| 2008-2009 | Denver Nuggets  | 77  | 76  | 32,6 | 60,4  | 20,0 | 72,3 | 7,8 | 1,4 | 1,2 | 1,3 | 14,6 |
| 2009-2010 | Denver Nuggets  | 82  | 82  | 33,6 | 58,7  | 0,0  | 70,4 | 7,6 | 2,5 | 1,4 | 1,0 | 13,8 |
| 2010-2011 | Denver Nuggets  | 75  | 75  | 30,5 | 61,5* | 20,0 | 71,1 | 7,6 | 2,0 | 1,1 | 1,0 | 14,5 |
| 2011-2012 | Denver Nuggets  | 28  | 27  | 29,5 | 50,9  | 0,0  | 67,7 | 7,4 | 2,2 | 1,3 | 0,9 | 13,4 |
| 2011-2012 | Wash. Wizards   | 11  | 6   | 25,8 | 60,7  | 0,0  | 65,7 | 7,5 | 1,7 | 0,5 | 1,2 | 14,5 |
| 2012-2013 | Wash. Wizards   | 61  | 49  | 27,2 | 48,0  | 0,0  | 72,9 | 6,7 | 2,9 | 0,9 | 0,6 | 12,6 |
| 2013-2014 | Wash. Wizards   | 53  | 37  | 29,4 | 50,3  | 20,0 | 58,3 | 5,5 | 2,9 | 1,2 | 0,9 | 14,2 |
| 2014-2015 | Wash. Wizards   | 67  | 58  | 25,3 | 51,1  | 20,0 | 60,4 | 5,1 | 1,8 | 1,0 | 0,3 | 11,0 |
| 2015-2016 | Wash. Wizards   | 57  | 11  | 19,2 | 54,4  | 0,0  | 57,8 | 4,5 | 1,7 | 0,9 | 0,5 | 9,2  |
| 2016-2017 | Houston Rockets | 67  | 8   | 17,9 | 61,7  | 33,3 | 58,9 | 4,2 | 1,0 | 0,8 | 0,6 | 9,1  |
| 2017-2018 | Houston Rockets | 52  | 4   | 14,6 | 56,9  | 0,0  | 63,6 | 3,4 | 0,9 | 0,5 | 0,3 | 6,5  |
| 2018-2019 | Houston Rockets | 42  | 2   | 13,0 | 51,7  | 0,0  | 66,0 | 2,9 | 0,6 | 0,4 | 0,4 | 3,6  |
| Carriera  | Carriera        | 965 | 626 | 26,2 | 54,8  | 13,2 | 66,0 | 6,0 | 1,8 | 1,1 | 0,7 | 11,3 |

#### Play-off
| Anno     | Squadra         | PG | PT | MP   | TC%  | 3P% | TL%  | RP  | AP  | PRP | SP  | PP   |
| -------- | --------------- | -- | -- | ---- | ---- | --- | ---- | --- | --- | --- | --- | ---- |
| 2004     | Denver Nuggets  | 5  | 5  | 26,4 | 44,4 | -   | 53,8 | 5,0 | 3,0 | 1,0 | 0,6 | 11,2 |
| 2005     | Denver Nuggets  | 5  | 0  | 20,2 | 42,9 | -   | 65,2 | 5,0 | 0,4 | 0,4 | 0,4 | 6,6  |
| 2007     | Denver Nuggets  | 5  | 5  | 35,8 | 58,5 | -   | 77,8 | 7,8 | 2,4 | 0,6 | 0,6 | 15,2 |
| 2008     | Denver Nuggets  | 3  | 0  | 10,0 | 55,6 | -   | 100  | 2,3 | 0,3 | 0,7 | 0,3 | 4,3  |
| 2009     | Denver Nuggets  | 16 | 16 | 32,8 | 54,8 | -   | 65,7 | 7,5 | 2,6 | 1,3 | 0,6 | 11,5 |
| 2010     | Denver Nuggets  | 5  | 5  | 33,8 | 62,1 | -   | 58,3 | 5,8 | 2,2 | 1,2 | 0,2 | 11,4 |
| 2011     | Denver Nuggets  | 5  | 5  | 32,4 | 47,8 | -   | 56,3 | 9,0 | 1,6 | 1,0 | 0,8 | 14,2 |
| 2014     | Wash. Wizards   | 10 | 10 | 32,5 | 46,4 | -   | 34,6 | 5,3 | 2,6 | 0,9 | 1,1 | 13,7 |
| 2015     | Wash. Wizards   | 10 | 10 | 25,7 | 44,7 | -   | 47,8 | 6,6 | 1,5 | 0,9 | 0,3 | 7,9  |
| 2017     | Houston Rockets | 9  | 0  | 17,9 | 70,6 | 0,0 | 58,1 | 4,7 | 0,6 | 0,7 | 0,4 | 10,0 |
| 2018     | Houston Rockets | 11 | 0  | 9,7  | 60,0 | -   | 63,6 | 2,5 | 0,5 | 0,2 | 0,5 | 2,8  |
| 2019     | Houston Rockets | 7  | 0  | 7,6  | 100  | -   | 77,8 | 2,0 | 0,4 | 0,4 | 0,3 | 3,9  |
| Carriera | Carriera        | 91 | 56 | 24,2 | 53,0 | 0,0 | 59,5 | 5,4 | 1,6 | 0,8 | 0,5 | 9,2  |

#### Massimi in carriera
- Massimo di punti: 30 (2 volte)[3]
- Massimo di rimbalzi: 17 vs Detroit Pistons (26 marzo 2007)
- Massimo di assist: 9 vs Miami Heat (15 gennaio 2014)
- Massimo di palle rubate: 6 (2 volte)
- Massimo di stoppate: 5 vs San Antonio Spurs (3 febbraio 2009)
- Massimo di minuti giocati: 47 vs Detroit Pistons (26 marzo 2007)

## Palmarès

### Individuale
- NBA All-Rookie First Team: 1

2003